# Tienobenzodiazepina

Estrutura geral das tienobenzodiazepinas.

Tienobenzodiazepina é um composto heterocíclico que contém um anel diazepina fundido a um anel tiofeno e um anel benzeno. A tienobenzodiazepina constitui o núcleo central das drogas farmacêuticas, incluindo o antipsicótico atípico olanzapina e a telenzepina antimuscarínica. As tienobenzodiazepinas atuam de forma relativamente seletiva na subunidade α2 do receptor GABAA.